# Spoorlijn Stendal - Uelzen
De spoorlijn Stendal - Uelzen is een spoorlijn tussen de Duitse steden Stendal (Saksen-Anhalt) en Uelzen (Nedersaksen). Het traject is onderdeel van de Amerikalinie (een spoorlijn tussen Langwedel en Stendal). De lijn is als spoorlijn DB 6899 onder beheer van DB Netze (voor de Duitse hereniging had het gedeelte Nienbergen (grens) - Uelzen het nummer DB 1961). De spoorlijn is grotendeels enkelsporig en geëlektrificeerd.

## Geschiedenis

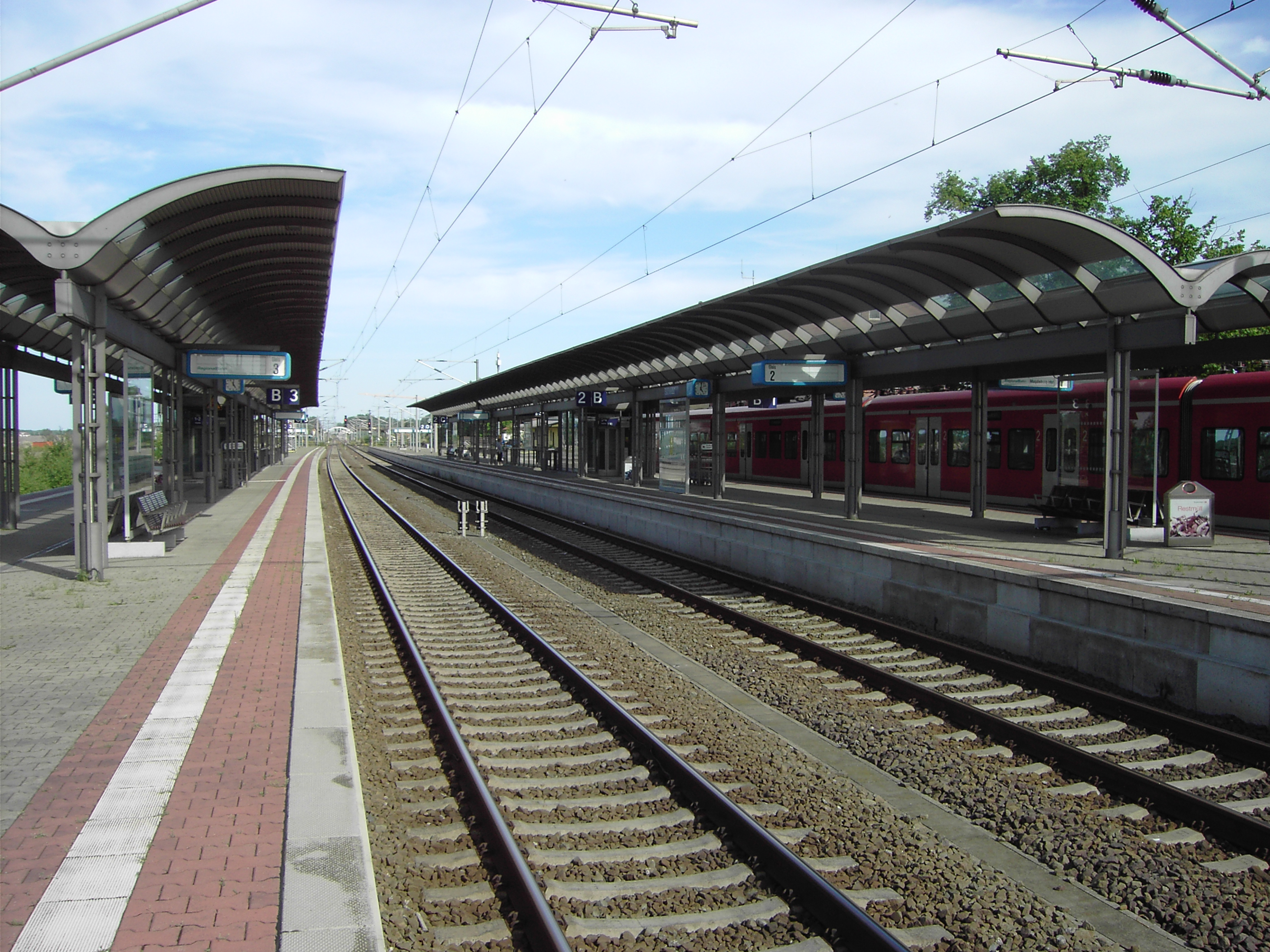
Station Salzwedel in 2005

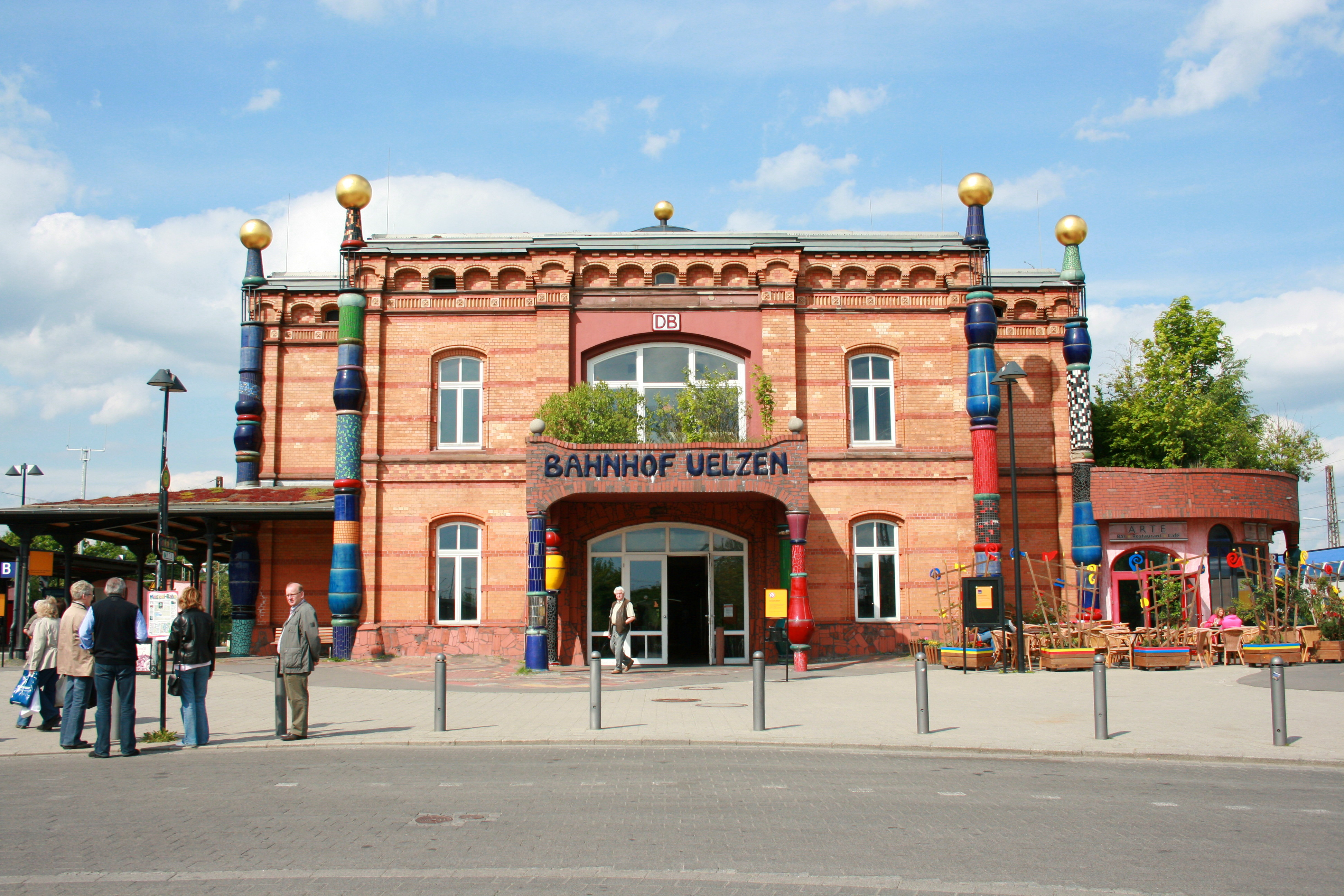
Hundertwasserstation Uelzen (2009)

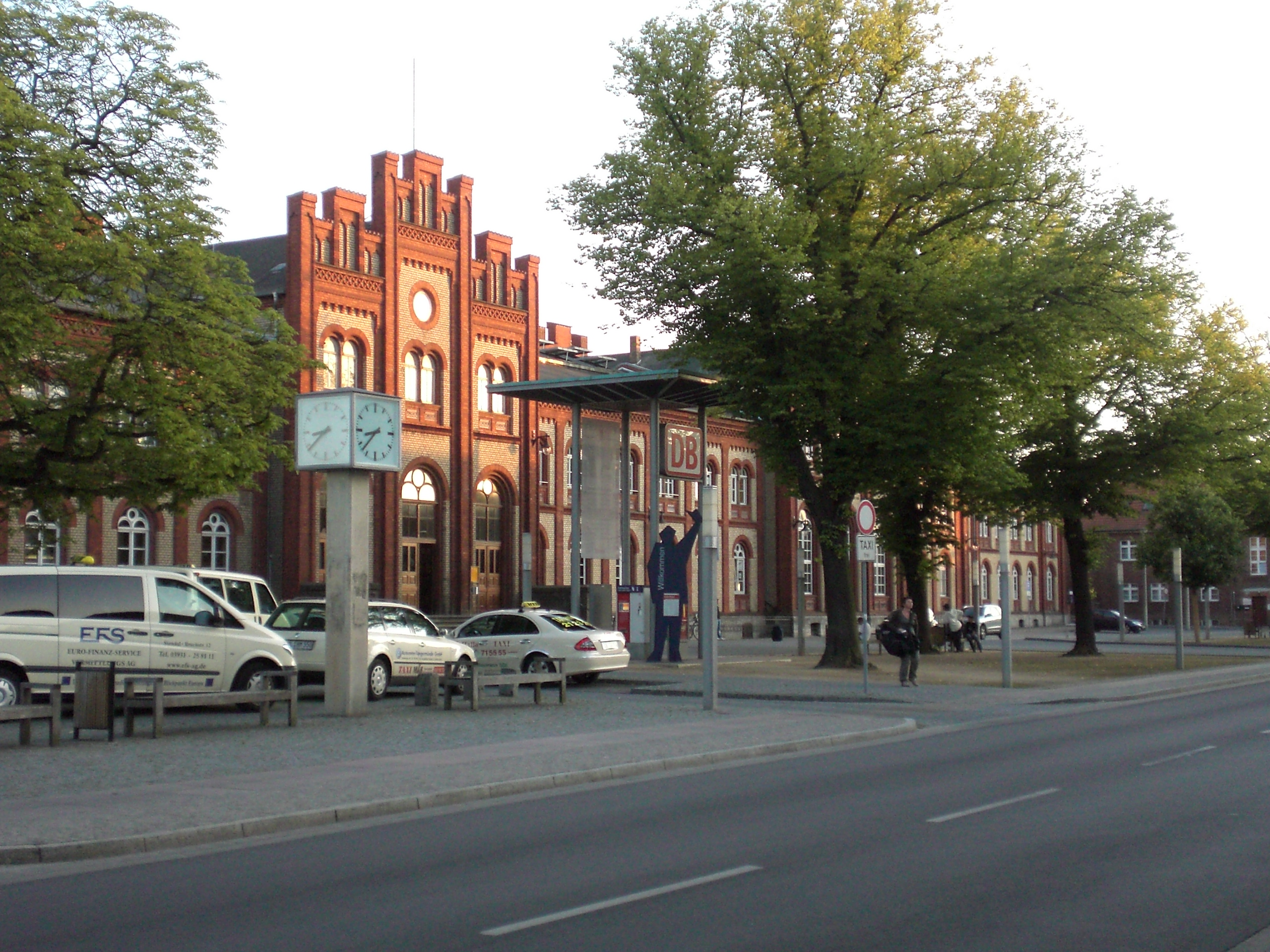
Station Stendal (2009)

De verbinding Stendal - Uelzen werd oorspronkelijk op 15 april 1873 als onderdeel van een directe verbinding van Berlijn naar de marinebasis Wilhelmshaven door de Magdeburg-Halberstädter Eisenbahn (MHE) geopend en als onderdeel van de "Amerikalinie" bekend. Het trajectdeel Stendal - Salzwedel kwam al op 15 maart 1870 in gebruik.
In 1945 werd de spoorlijn door de Duits-Duitse grens onderbroken. Westelijk van de grens bevond zich een provisorisch eindpunt in Nienbergen. Deze halte werd geopend doordat het station van de Nedersaksische stad Bergen an der Dumme 1200 meter ten oosten van het IJzeren gordijn lag. In twee fases van 1946 tot in de jaren '80 werd het tweede spoor opgebroken; als eerste werd het trajectdeel van Wieren tot Nienbergen enkelsporig en ook later tussen Wieren en Uelzen werd het tweede spoor verwijderd.
In de latere DDR reden er weer treinen tussen Stendal en Bergen. Het treinverkeer werd door grensbeveiligingsmaatregelen - station Bergen lag maar 1200 meter van de grens - op 7 oktober 1951 tussen Salzwedel en Bergen gestaakt. Tussen Stendal en Salzwedel werd eveneens het tweede spoor opgebroken, de bovenbouw werd gebruikt voor de bouw van de Berliner Außenring.
Na de opening van de grens in 1990 werd de heropening van de verbinding Stendal - Salzwedel - Uelzen op de lijst van Verkeersprojecten Duitse Eenheid (Verkehrsprojekt Deutsche Einheit) opgenomen. Op het oude tracé werd een volledig nieuwe spoorlijn in 1999 als enkelsporige, geëlektrificeerde hoofdlijn weer in gebruik genomen. De spoorlijn werd hiervoor volledig opnieuw gebouwd, zodat de heropening enige jaren op zich liet wachten. Het 17,5 kilometer lange trajectdeel tussen Brunau en Rademin (overweg met de K1005) bij Klein Gartz beschikt over dubbelspoor. Bovendien is er ongeveer een kilometer lange passeerspoor ten westen van het vroegere station Kläden beschikbaar, het huidige station van Kläden ligt nu dichter bij het dorp aan het enkelsporige gedeelte. Alle zij- en laadsporen werden door het verkeersproject opgebroken en het aantal passeersporen werden gereduceerd, zodat lokaal goederenvervoer niet meer mogelijk is. Ook het oorspronkelijk geplande, complete herbouw van de spoorlijn als dubbelsporige hoofdlijn werd toen niet verwezenlijkt.
De Deutsche Gesellschaft für Projektmanagement onderscheidde het Verkeersproject Duitse Eenheid Nr. 3 1997, als een van de vijf prijswinnende projecten van de 800 deelnemers, met de Deutschen Projektmanagement Award.
Als maatregel van het noodprogramma Seehafen-Hinterland-Verkehr werd van december 2012 tot november 2013 een tweede spoor in de wijk Veerßen van Uelzen (Veerßer Kurve, Veerßer Bogen) ten oosten van de spoorlijn Stendal - Uelzen gebouwd. Daarmee kan treinverkeer uit Stendal de spoorlijn Lehrte - Cuxhaven oprijden zonder deze eerst te moeten oversteken.

## Huidige situatie

### Dubbelspoor Stendal - Uelzen

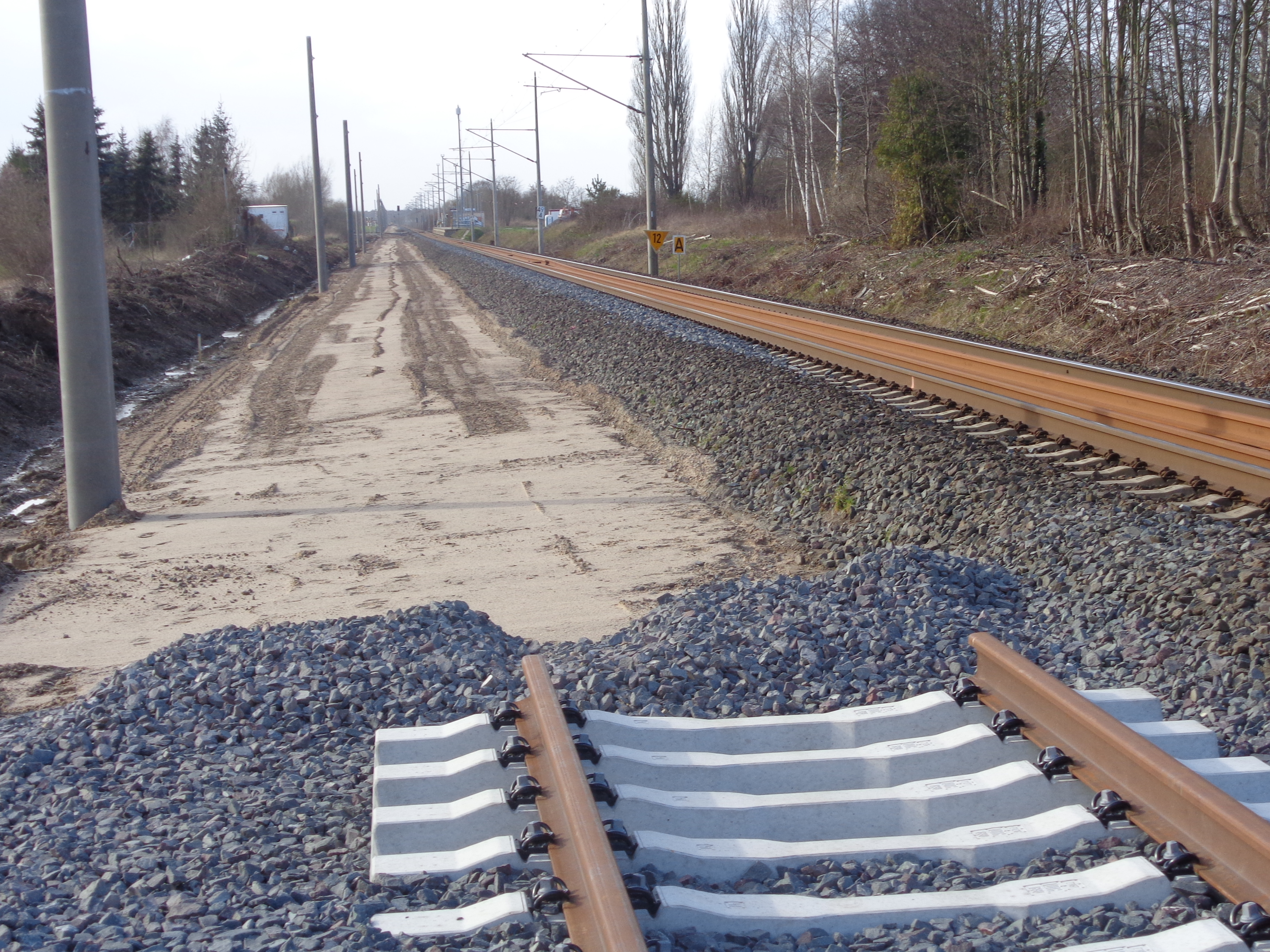
Werkzaamheden voor de verdubbeling bij Pretzier (2015)

Eind 2014 begonnen de werkzaamheden voor de eerste fase van de dubbelsporige uitbreiding op het trajectdeel Stendal - Salzwedel. Nadat de voorbereidende werkzaamheden waren uitgevoerd, wordt het 13 kilometer lange inhaal- en kruisingsspoor tussen Brunau-Packebusch en Rademin naar zowel het oosten als het westen verlengd. Het betreft de trajectdelen tussen Hohenwulsch en Brunau-Packebusch evenals tussen Rademin en Salzwedel. In juni 2015 werd bekend dat de deadline van 2016 werd verschoven naar 2017/2018. De rede hiervoor was fouten in de planningen van de spoorwegovergangen. In totaal wordt er voor 21 kilometer nieuw spoor aangelegd. De kosten van de verdubbeling wordt rond de €57 miljoen geschat. Het spoor wordt uitgebreid om de capaciteit van het goederenverkeer te verhogen alsmede een verbetering van het regionale treinverkeer.
In bouwfase 2 staat de verdubbeling van het trajectdeel Salzwedel - Uelzen op de planning. Wanneer de uitbreiding op dit deel gaat beginnen is nog niet bekend.

### Treinverkeer
In de dienstregeling van 2016 rijdt er elke twee uur de RE 20 tussen Uelzen en Stendal en elk uur de RB 47 tussen Salzwedel en Stendal (in het weekend elke twee uur). Beide lijnen worden geëxploiteerd door DB Regio Südost. Als materieel wordt voor de RE-treinen getrokken dubbeldeksrijtuigen (3 rijtuigen per treinstam) gebruikt met een locomotief van het type Baureihe 146. Voor de RB-treinen wordt hetzelfde materieel gebruikt aangevuld met elektrische treinstellen van het type Baureihe 425. Op het trajectdeel tussen Wieren en Uelzen rijdt erixx eenmaal per twee uur met dieseltreinstellen van het type Baureihe 622. Tot 13 december 2014 reed de EuroCity Wawel, een treinpaar in de relatie Hamburg - Berlijn - Wrocław - Krakau over de spoorlijn. Sinds april 2014 rijdt er een Interregio-Express, die Berlijn en Hamburg met elkaar verbindt, enkele keren per dag over deze spoorlijn. In geval van een storing op de spoorlijn Berlijn - Hamburg wordt de lijn als omleidingsroute door de ICE-/IC-treinen gebruikt.
| Serie | Treinsoort                         | Route | Bijzonderheden                 |
| ----- | ---------------------------------- | --- | ------------------------------ |
| IRE   | Interregio-Express (DB Regio)      | Berlin Ostbf – Berlin Hbf – Berlin Zoologischer Garten – Berlin-Spandau – Stendal Hbf – Salzwedel – Uelzen – Lüneburg – Hamburg-Harburg – Hamburg Hbf | Enkele treinen per dag         |
| RE 20 | Regional-Express (DB Regio Südost) | Uelzen – Salzwedel – Stendal Hbf – Magdeburg Hbf – Calbe (Saale) Ost – Köthen – Halle (Saale) Hbf                                                     | rijdt eenmaal per twee uur     |
| RB 32 | Regionalbahn (DB Regio Südost)     | Stendal Hbf – Hohenwulsch – Salzwedel | 1x per twee uur in het weekend |
| RB 47 | Regionalbahn (Erixx)               | Braunschweig Hbf – Gifhorn – Wittingen – Uelzen | Rijdt eenmaal per twee uur     |

## Aansluitingen
In de volgende plaatsen is of was er een aansluiting op de volgende spoorlijnen:
Stendal
DB 6107, spoorlijn tussen Berlijn en Lehrte
DB 6401, spoorlijn tussen Stendal en Wittenberge
DB 6402, spoorlijn tussen Maagdenburg en Stendal
DB 6894, spoorlijn tussen Stendal en Tangermünde
DB 6897, spoorlijn tussen Stendal en Arendsee
Hohenwulsch
DB 6904, spoorlijn tussen Hohenwulsch en Rohrberg
lijn tussen Peulingen en Hohenwulsch
Pretzier (Altm)
DB 6898, spoorlijn tussen Osterburg en Pretzier
Salzwedel
DB 6900, spoorlijn tussen Oebisfelde en Salzwedel
DB 6901, spoorlijn tussen Salzwedel en Geestgottberg
DB 6902, spoorlijn tussen Salzwedel en Diesdorf
DB 6905, spoorlijn tussen Salzwedel en Dannenberg
Wieren
DB 1962, spoorlijn tussen Gifhorn en Wieren
Uelzen
DB 1720, spoorlijn tussen Lehrte en Cuxhaven
DB 1960, spoorlijn tussen Uelzen en Langwedel
DB 1963, spoorlijn tussen Uelzen en Dannenberg